# Rostellularia
- Commons
- Wikispecies

Rostellularia Rchb., segundo o Sistema APG II, é um gênero botânico da família Acanthaceae.

## Espécies
As principais espécies são:
| - Rostellularia abyssinica - Rostellularia adenostachya - Rostellularia adscendens - Rostellularia andamanica - Rostellularia ardjunensis - Rostellularia assamica - Rostellularia backeri - Rostellularia bankaoensis - Rostellularia blancoi - Rostellularia bonthainensis - Rostellularia brachystachya - Rostellularia chiengmaiensis - Rostellularia ciliata - Rostellularia cradengensis - Rostellularia crenulata - Rostellularia crinita - Rostellularia diffusa - Rostellularia elegans - Rostellularia glandulosa - Rostellularia gracilis - Rostellularia haplostachya - Rostellularia hayatae - Rostellularia hedyotidifolia - Rostellularia hijangensis - Rostellularia humilis - Rostellularia japonica - Rostellularia juncea - Rostellularia khasiana - Rostellularia lanceolata - Rostellularia latispica - Rostellularia linearifolia | - Rostellularia magnifolia - Rostellularia media - Rostellularia mollissima - Rostellularia neglecta - Rostellularia neesii - Rostellularia obtusa - Rostellularia ovata - Rostellularia palustris - Rostellularia peploides - Rostellularia pogonanthera - Rostellularia procumbens - Rostellularia prostrata - Rostellularia psychotrioides - Rostellularia pumila - Rostellularia quadrifaria - Rostellularia quinquangularis - Rostellularia quinqueangularis - Rostellularia rachaburensis - Rostellularia ramosissima - Rostellularia reptans - Rostellularia rotundifolia - Rostellularia royeniana - Rostellularia sarmentosa - Rostellularia serpyllifolia - Rostellularia simplex - Rostellularia smeruensis - Rostellularia sundana - Rostellularia tenella - Rostellularia trichochila - Rostellularia vahlii |